# ليولينهيم
ليولينهيم (بالفرنسية: Leulinghem)‏ هي بلدية تقع في إقليم باد كاليه من منطقة نور با دو كاليه في شمال فرنسا. تبلغ مساحة هذه المدينة 4.72 (كم²)، وترتفع عن سطح البحر 93 م، يبلغ عدد سكانها 225 نسمة حسب إحصاء المعهد الوطني للإحصاء والدراسات الاقتصادية سنة 2009 م. وترأس Alain Clabaut البلدية خلال فترة (2008-2014).